# Линнерстрём-Ланг, Кай Ульрик
Кай У́льрик Ли́ннерстрём-Ланг (дат. Kaj Ulrik Linderstrøm-Lang; 1896—1959) — датский биохимик.

## Биография
Кай Ульрик Линнерстрём-Ланг родился 29 ноября 1896 года. С 1939 года и до конца своих дней возглавлял Карлсбергскую лабораторию в Копенгагене. В 1951 году ввёл в оборот термин «первичная структура». Автор многих работ по химии белков. 
Был членом академий и научных обществ разных государств. В частности, в 1947 году избран иностранным членом Национальной академии наук США, в 1956 году становится иностранным членом Лондонского королевского общества, а в 1958 году иностранным членом АН СССР. 
Скончался 25 мая 1959 года.